# Чемпионат Европы по шоссейному велоспорту 2016 — индивидуальная гонка (мужчины до 23 лет)

Индивидуальная гонка среди мужчин до 23 лет на Чемпионате Европы по шоссейному велоспорту прошла 14 сентября 2016 года.  Дистанция составила 24,5 км. Для участия в гонке был заявлен 51 спортсмен. Стартовали и финишировали 50 участников.

Титул чемпиона Европы  завоевал немецкий велогонщик  Леннард Кемна, показавший время 33' 59.87". На втором месте велогонщик из Италии Филиппо Ганна (+ 29.71"), на третьем -  француз Реми Каванья (+ 34.31").

### Итоговая классификация
| Место | Участник          | Страна           | Время      |
| ----- | ----------------- | ---------------- | ---------- |
| 1 -   | Леннард Кемна     | (Германия)       | 33' 59.87" |
| 2 -   | Филиппо Ганна     | (Италия)         | + 29.71"   |
| 3 -   | Реми Каванья      | (Франция)        | + 34.31"   |
| 4     | Корентин Эрмено   | (Франция)        | + 50"      |
| 5     | Натан Ван Хойдонк | (Бельгия)        | + 51"      |
| 6     | Эдвард Данбар     | (Ирландия)       | + 1' 00"   |
| 7     | Симон Рекита      | (Польша)         | + 1' 18"   |
| 8     | Артём Ныч         | (Россия)         | + 1' 20"   |
| 9     | Тео Гэйган Харт   | (Великобритания) | + 1' 39"   |
| 10    | Сенне Лейсен      | (Бельгия)        | + 1' 41"   |
| 28    | Владислав Дуюнов  | (Россия)         | + 3' 06"   |